# Campionati mondiali juniores di slittino 1982
I Campionati mondiali juniores di slittino 1982 si sono disputati a Lake Placid, negli Stati Uniti d'America, il 23 e il 24 gennaio 1982. La località situata sul lago omonimo, già sede delle gare di slittino nelle olimpiadi del 1980 ospita l'edizione inaugurale della manifestazione iridata di categoria.

## Podi[1][2]
| Evento         | Oro                           | Tempo | Argento                       | Tempo | Bronzo                          | Tempo |
| Singolo Uomini | Hans-Joachim Schurack         |       | Torsten Görlitzer             |       | Franz Lechleitner               |       |
| Singolo Donne  | Elena Buslaeva                |       | Christiane König              |       | Martina Kühnel                  |       |
| Doppio         | Jörg Hoffmann Jochen Pietzsch |       | Michael Schäder Frank Trebess |       | Siegfried Federer Norbert Huber |       |

## Medagliere
| Posiz. | Nazione          | Oro | Argento | Bronzo | Totale |
| ------ | ---------------- | --- | ------- | ------ | ------ |
| 1      | Germania Est     | 2   | 3       | 1      | 6      |
| 2      | Unione Sovietica | 1   | 0       | 0      | 1      |
| 3      | Austria          | 0   | 0       | 1      | 1      |
| 3      | Italia           | 0   | 0       | 1      | 1      |